# La Florida (La Orotava)
La Florida es un barrio perteneciente al término municipal de La Orotava, en Santa Cruz de Tenerife (España). Situado a 2 km del casco urbano de La Orotava, y alcanzando una altitud máxima de 600 m., el barrio de La Florida está enclavado al pie de la Ladera de Santa Úrsula. Limita el oeste con el barrio de Los Pinos, al este con el municipio de Santa Úrsula y el barrio de Pino Alto, al sur con el barrio de Pinolere y al norte con los barrios de Las Cuevas y Los Poyos.

## Economía
La Florida es un barrio con una fuerte tradición agrícola. De hecho gran parte de su extensión (sobre todo en las zonas más altas del barrio) se dedica exclusivamente al cultivo. En los últimos tiempos, los servicios han ido creciendo en el barrio y hoy en día es posible comprar casi cualquier cosa sin salir del barrio, en los más de 50 comercios de todo tipo que se reparten por sus calles.

## Cultivos
Los cultivos por excelencia son dos; las papas bonitas y la viña. Son cultivos cuyas faenas agrícolas se hallan bien delimitadas desde el punto de vista temporal, con dos épocas de máxima actividad: siembra y recolección en el caso de las papas; poda y vendimia en la viña; y un periodo intermedio en el que los trabajos se reducen notablemente. En consecuencia es posible dedicar a aquellas labores principales los fines de semana y ocupar el resto del tiempo en la actividad no agrícola: de ahí que constituya un fenómeno generalizado en la zona alta de La Orotava el que familias enteras dediquen los días no laborables a la siembra o recogida de la cosecha. 
Unas explotaciones agrícolas excesivamente pequeñas, que cuando son grandes no constituyen propiedad del campesino sino que se cultivan en régimen de arrendamiento o medianería, más una fragmentación parcelaria evidente, acentuada por las continuas trasmisiones por herencia y la inexistencia de un mínimo desarrollo tecnológico, originan una <<baja productividad de la tierra>> que obliga a trabajar en otros sectores económicos.

## Demografía
| 2000 | 2001 | 2002 | 2003 | 2004 | 2005 | 2006 | 2007 | 2008 | 2009 | 2010 | 2011 | 2012 |
| ---- | ---- | ---- | ---- | ---- | ---- | ---- | ---- | ---- | ---- | ---- | ---- | ---- |
| 1402 | 1425 | 1409 | 1446 | 1446 | 1465 | 1449 | 1425 | 1416 | 1900 | 1409 | 1406 | 1358 |

## Fiestas
La Florida cuenta con distintas fiestas que se celebran a lo largo del año:
- En las últimas semanas del mes de enero se celebran las Fiestas en honor a San Antonio Abad y la Virgen de La Esperanza. Además del gran puchero canario,el mayor de Canarias, que se reparte entre los vecinos, turistas y visitantes, se celebran otras actividades de carácter religioso y cultural, finalizando con la celebración de un baile de magos y  la romería (una de las primeras en celebrarse cada año en la isla de Tenerife) que recorre la vía principal del barrio, la calle Guanche hasta la Iglesia de San Antonio Abad. Carretas, agrupaciones folklóricas y de vecinos componen la comitiva que acompaña las imágenes hasta el templo. Desde 2018 tiene el distintivo de Fiesta de Interés Túristico de Canarias.

- Durante el mes de abril se realiza la semana cultural, celebrando el aniversario de la creación de la AAVV Maninindra. Los vecinos del barrio disfrutan en estas fechas de distintos actos socioculturales en el entorno de la plaza de La Florida y el Centro Sociocultural del barrio.

- En julio se celebran distintos actos culturales y deportivos en honro a la Virgen del Carmen, donde destaca el "chapuzón refrescante" una fiesta en torno al agua:los mayores y niños se divierten al ritmo del baile y con el refrescante agua como protagonista.